# 아크데니즈대학역
아크데니즈대학역(튀르키예어: Akdeniz Üniversitesi)은 터키 안탈리아에 위치한 안탈리아 트램 T3호선의 철도역이다.

## 역 주변
- 아크데니즈대학